# Pokémon: Mewtwo colpisce ancora - L'evoluzione
Pokémon: Mewtwo colpisce ancora - L'evoluzione (ミュウツーの逆襲 EVOLUTION?) è un film d'animazione giapponese del 2019 diretto da Kunihiko Yuyama e Motonori Sakakibara. Il film è un remake in CGI del lungometraggio del 1998 Pokémon il film - Mewtwo contro Mew, è il 22º film di Pokémon nonché il primo realizzato in animazione digitale.

## Trama
Lo scienziato Dr. Fuji viene assunto da Giovanni, leader del Team Rocket, per utilizzare la sua esperienza nella clonazione al fine di creare un'arma vivente basata su una ciglia del Pokémon leggendario Mew. Poco dopo che l'arma è stata creata, diventa senziente e viene chiamata Mewtwo.
Diversi anni dopo, Mewtwo si è completamente risvegliato da un lungo sonno in un laboratorio su New Island e scopre delle sue origini come clone di Mew dal Dr. Fuji. Infuriato per il fatto che Fuji e i suoi colleghi lo vedano come nient'altro che un esperimento, scatena i suoi poteri psichici e distrugge il laboratorio, uccidendo Fuji e il resto degli scienziati. Giovanni, assistendo alla carneficina da lontano, si avvicina e convince Mewtwo a lavorare con lui per affinare i suoi poteri. Tuttavia, dopo che Mewtwo viene a sapere del suo scopo di essere un'arma a beneficio di Giovanni, fugge di nuovo a New Island, dove trama la sua vendetta contro l'umanità.
Dopo che Mewtwo ha ricostruito il laboratorio e stabilito una base lì, invita diversi allenatori con messaggi olografici a combattere contro il più grande Allenatore di Pokémon del mondo a New Island. Ash Ketchum, Misty e Brock ricevono un messaggio e accettano l'invito, ma quando arrivano alla città portuale, Old Shore Wharf, Mewtwo crea una tempesta, causando la chiusura delle barche sul molo per sicurezza. Di conseguenza, il gruppo di Ash viene raccolto dal Team Rocket travestito da capitani su una barca a vela a forma di Lapras. Dopo che la tempesta affonda la loro nave in mezzo all'oceano, Ash e i suoi amici usano i loro Pokémon per raggiungere New Island.
Scortato nel palazzo dell'isola dalla donna che appare nell'ologramma, Ash e gli altri allenatori che riescono a raggiungere l'isola incontrano Mewtwo. La donna si rivela essere un'infermiera Joy a cui è stato fatto il lavaggio del cervello dopo essere stata liberata dal controllo mentale di Mewtwo. Mewtwo sfida gli allenatori usando Pokémon clonati. Nel frattempo, anche il Team Rocket raggiunge New Island ed esplora il suo santuario interno con un Mew che li segue innocuamente. Dopo che i cloni di Mewtwo hanno sconfitto senza sforzo i Pokémon degli sfidanti, li confisca ed espande il suo esercito di cloni. Ash insegue il suo Pikachu catturato nel laboratorio di clonazione, dove viene clonato anche Meowth del Team Rocket. Ash distrugge la macchina di clonazione, libera i Pokémon catturati e li porta ad affrontare Mewtwo e i suoi cloni. Mew poi si rivela, e Mewtwo lo sfida per dimostrare la sua superiorità.
Tutti i Pokémon originali combattono i loro cloni, tranne Pikachu e Meowth, che fanno pace con il suo clone dopo aver capito l'insensatezza del loro combattimento. Inorridito dal dolore e dall'angoscia provati da entrambe le parti della battaglia, Ash si mette tra un'esplosione psichica causata da Mewtwo e i combattimenti di Mew, trasformando Ash in pietra. Pikachu cerca di rianimare Ash con la sua elettricità, ma fallisce. Tuttavia, le lacrime dei Pokémon sono in grado di guarire e far rivivere Ash. Commosso dal sacrificio di Ash, Mewtwo capisce che non dovrebbe essere giudicato per le sue origini, ma piuttosto per le sue scelte di vita. Partendo con Mew e i cloni, Mewtwo torna indietro nel tempo a poco prima che gli allenatori lascino Old Shore Wharf e cancellino i ricordi di tutti dell'evento.
Tornata a Old Shore Wharf, l'Infermiera Joy, ora restaurata, è tornata per riaprire il Centro Pokémon per dare rifugio agli allenatori. La tempesta fuori si dirada, Ash vede Mew volare tra le nuvole e racconta ai suoi amici di aver visto un altro Pokémon leggendario il giorno in cui ha lasciato Biancavilla. Nel frattempo, il Team Rocket si ritrova bloccato su New Island, ma si diverte lì.
Dopo i titoli di coda, una breve scena mostra Mewtwo, Mew e i cloni che volano verso il Monte Quena.

## Distribuzione
Il film venne trasmesso in anteprima all'Anime Expo di Los Angeles il 4 luglio 2019. Il lungometraggio venne distribuito nelle sale giapponesi da Toho il 12 luglio 2019.
Il film venne poi distribuito in DVD e Blu-ray in Giappone dal 18 dicembre 2019.
Il 21 gennaio 2020 The Pokémon Company International annunciò che il film sarebbe stato distribuito in tutto il mondo (Corea del Sud e Giappone esclusi) in streaming da Netflix a partire dal 27 febbraio 2020.

## Produzione
Dal momento che il film è un remake del film Pokémon il film - Mewtwo contro Mew, con modifiche minime nella sceneggiatura, The Pokémon Company ha dovuto ottenere i diritti di quella sceneggiatura dagli eredi di Takeshi Shudō (morto nel 2010), che aveva scritto la sceneggiatura del film originale. Secondo il regista Kunihiko Yuyama, lo staff di produzione ha scelto di animare il film utilizzando la grafica 3D per ritrarre una "dimensione diversa del mondo Pokémon" che normalmente sarebbe difficile da realizzare con altri metodi di animazione. Sebbene il film sia basato principalmente sulla versione Kanzenban o "completa" del film originale, una scena con un giovane Mewtwo che cresce con compagni cloni che alla fine muoiono non è stata adattata per il remake, ma riconosciuta durante il ciclo di commercializzazione del film.
Il film è stato annunciato pubblicamente il 14 dicembre 2018. Nonostante la morte di Unshō Ishizuka per infezione al colon nell'agosto 2018, lo staff ha confermato che il suo lavoro di narrazione è stato presentato nel film.

## Colonna sonora
Per i titoli di coda del film, la canzone inglese "Keep Evolving" è interpretata da Haven Paschall (che ha doppiato Serena nelle serie Pokémon XY e XY&Z e Risa in Il film Pokémon - In ognuno di noi) e Sad Truth e composta e prodotta da Ed Goldfarb, che ha composto la colonna sonora per la versione internazionale della serie anime; per l'apertura, un remake della versione di Billy Crawford della sigla inglese del primo film, a sua volta un remix della sigla originale della stagione di Pokémon: Indigo League originariamente composta da John Loeffler e John Siegler e originariamente eseguita alla voce da Jason Paige, intitolata "Pokémon Theme (Mewtwo Mix)", è eseguita da Ben Dixon and the Sad Truth e arrangiata da Ed Goldfarb.
Nella versione giapponese, le sigle di apertura e chiusura sono le stesse del primo film, "Mezase Pokémon Master '98" (めざせポケモンマスター'98, lett. "Mira a diventare un Maestro di Pokémon '98") e "Kaze to Issho ni" (風といっしょに, lett. "Insieme al vento") rispettivamente, con il primo che è un remaster del 2019 dell'originale e il secondo che è un nuovo arrangiamento.

## Doppiaggio
Il doppiaggio italiano del film è stato curato da Federico Danti, direttore del doppiaggio della serie animata e di molti dei rispettivi lungometraggi, mentre i dialoghi sono stati tradotti in italiano da Laura Montinaro e adattati da Felice Invernici. Per i personaggi che compaiono esclusivamente in questo film, a differenza dell'edizione originale, nel doppiaggio italiano sono state richiamate le loro voci originali del primo lungometraggio laddove è stato possibile.

## Accoglienza
Il film detiene un indice di gradimento del 44% sull'aggregatore di recensioni Rotten Tomatoes sulla base di nove recensioni, con una valutazione media di 6/10.
Scrivendo per il Los Angeles Times, Charles Solomon ha criticato l'animazione del film, dicendo: "Ash e i suoi amici Brock e Misty hanno l'aspetto inquietante e plastico della pelle mal resa", e ha aggiunto: "i personaggi dei cartoni animati sembrano fuori posto tra l'acqua iper-reale, i fulmini, le esplosioni e altri effetti speciali". Ha concluso che il film "sembra poké-business come al solito".
Paul Asay di Plugged In ha scritto: "Per alcuni, Pokémon: Mewtwo colpisce ancora - L'evoluzione sarà straordinariamente nostalgico. Altri probabilmente penseranno... Meh." Brian Costello di Common Sense Media ha dato al film un punteggio di 3 stelle su 5, dicendo: "Il fatto che gli spettatori, e i fan dei Pokémon in particolare, apprezzino o meno questo film dipende inevitabilmente da quanto apprezzeranno il passaggio all'animazione 3D al computer".